# Viiskove, Poliske
Viiskove (în ucraineană Військове) este un sat în comuna Șkneva din raionul Poliske, regiunea Kiev, Ucraina.